# Щеблаков, Александр Дмитриевич
Александр Дмитриевич Щеблаков (31 октября 1925, Шибаново, Ярославская губерния — 5 июля 2011, Киев) — участник Великой Отечественной войны, Герой Советского Союза. Командир отделения гвардейского отдельного учебного стрелкового батальона (67-я гвардейская стрелковая дивизия, 6-я гвардейская армия, 1-й Прибалтийский фронт), гвардии сержант.

## Биография
Родился 31 октября 1925 года в деревне Шибаново ныне Даниловского района Ярославской области в семье крестьянина. Русский. Окончил 7 классов, работал бригадиром колхоза.
В январе 1943 года был призван в Красную Армию. Учился в Чкаловском пулемётном училище. В действующей армии с июля 1943 года. Участвовал во многих боях, в том числе в освобождении Белоруссии — операции «Багратион». 24 июня 1944 года гвардии сержант Щеблаков со своим отделением, пройдя почти 30 км в тыл противника, первым подошёл к берегу реки Западная Двина. Бойцы сходу форсировали водную преграду в районе деревни Узречье (Бешенковичский район Витебской области).
После войны продолжил службу в армии. В 1945 году окончил курсы младших лейтенантов, в 1946 году вступил в ВКП(б)/КПСС. В 1949 году окончил Курсы усовершенствования командного состава, а в 1958 году — Военную академию имени М. В. Фрунзе. Полковник Щеблаков был заместителем начальника Киевского суворовского военного училища. С 1987 года — в отставке.
В 1977 году ему присвоено звание почётного гражданина города Данилова, Ярославская область. Указом Президента Украины в 2005 году, в честь 60-летия Победы, ему было присвоено звание «генерал-майор».
Умер 5 июля 2011 года. Похоронен на Лесном кладбище Киева.

## Награды
- Медаль «Золотая Звезда» (№ 3843) Героя Советского Союза и орден Ленина (22.7.1944) — за образцовое выполнение заданий командования и проявленные мужество и геройство в боях с немецко-фашистскими захватчиками,
- орден Отечественной войны 1-й степени (6.4.1985)[4],
- два ордена Красной Звезды,
- орден «За службу Родине в Вооружённых Силах СССР» 3-й степени,
- медали, в том числе:
  - «За отвагу» (5.10.1943)[4].